# Campionato FIA di Formula 2 2024
La stagione 2024 del Campionato FIA di Formula 2 è stata la 20ª nella storia della categoria, l'ottava con la nuova denominazione che ha sostituito la precedente GP2 Series. È iniziata il 1º marzo con un weekend di due gare a Sakhir, in Bahrein ed è terminata sul Circuito di Yas Marina, Abu Dhabi, l'8 dicembre.

## La Prestagione

### Calendario
Nel 2024, per la prima volta la Formula 2 corre in Qatar a Losail, viene reintrodotto il Gran Premio dell'Emilia-Romagna, annullato nel 2023 a causa delle alluvioni. Come da tradizione le gare si disputeranno nei weekend della Formula 1, rispettivamente a inizio marzo e fine novembre.
| Gara | Gara | Circuito                                | Giri | Lunghezza                    | Data         | Ora   | CET   | Supporto                             |
| ---- | ---- | --------------------------------------- | ---- | ---------------------------- | ------------ | ----- | ----- | ------------------------------------ |
| 1    | G1   | Bahrain International Circuit, Sakhir   | 23   | 23 × 5,412 = 124,476 km      | 1 marzo      | 17:15 | 15:15 | Gran Premio del Bahrein 2024         |
| 1    | G2   | Bahrain International Circuit, Sakhir   | 32   | 32 × 5,412 = 173,184 km      | 2 marzo      | 13:30 | 11:30 | Gran Premio del Bahrein 2024         |
| 2    | G1   | Circuito di Gedda, Gedda                | 20   | 20 × 6,174 = 123,480 km      | 8 marzo      | 18:10 | 16:10 | Gran Premio d'Arabia Saudita 2024    |
| 2    | G2   | Circuito di Gedda, Gedda                | 28   | 28 × 6,174 = 172,872 km      | 9 marzo      | 16:25 | 14:25 | Gran Premio d'Arabia Saudita 2024    |
| 3    | G1   | Circuito Albert Park, Melbourne         | 23   | 23 x 5,278 = 121,394 km      | 23 marzo     | 14:15 | 04:15 | Gran Premio d'Australia 2024         |
| 3    | G2   | Circuito Albert Park, Melbourne         | 33   | 33 x 5,278 = 174,174 km      | 24 marzo     | 11:35 | 01:35 | Gran Premio d'Australia 2024         |
| 4    | G1   | Autodromo di Imola, Imola               | 25   | 25 × 4,909 km = 122,725 km   | 18 maggio    | 14:15 | 14:15 | Gran Premio dell'Emilia-Romagna 2024 |
| 4    | G2   | Autodromo di Imola, Imola               | 35   | 35 × 4,909 km = 171,815 km   | 19 maggio    | 10:00 | 10:00 | Gran Premio dell'Emilia-Romagna 2024 |
| 5    | G1   | Circuito di Monte Carlo, Monaco         | 30   | 30 × 3,337 km = 100,110 km   | 25 maggio    | 14:15 | 14:15 | Gran Premio di Monaco 2024           |
| 5    | G2   | Circuito di Monte Carlo, Monaco         | 42   | 42 × 3,337 km = 140,154 km   | 26 maggio    | 09:40 | 09:40 | Gran Premio di Monaco 2024           |
| 6    | G1   | Circuito di Catalogna, Barcellona       | 26   | 26 × 4,675 km = 121,550 km   | 22 giugno    | 14:15 | 14:15 | Gran Premio di Spagna 2024           |
| 6    | G2   | Circuito di Catalogna, Barcellona       | 37   | 37 × 4,675 km = 172,975 km   | 23 giugno    | 11:35 | 11:35 | Gran Premio di Spagna 2024           |
| 7    | G1   | Red Bull Ring, Spielberg                | 28   | 28 × 4,318 km = 120,904 km   | 29 giugno    | 13:30 | 13:30 | Gran Premio d'Austria 2024           |
| 7    | G2   | Red Bull Ring, Spielberg                | 40   | 40 × 4,318 km = 172,720 km   | 30 giugno    | 10:00 | 10:00 | Gran Premio d'Austria 2024           |
| 8    | G1   | Circuito di Silverstone, Silverstone    | 21   | 21 × 5,891 km = 123,711 km   | 6 luglio     | 13:15 | 14:15 | Gran Premio di Gran Bretagna 2024    |
| 8    | G2   | Circuito di Silverstone, Silverstone    | 29   | 29 × 5,891 km = 170,839 km/h | 7 luglio     | 09:55 | 10:55 | Gran Premio di Gran Bretagna 2024    |
| 9    | G1   | Hungaroring, Mogyoród                   | 28   | 28 × 4,381 km = 122,668 km   | 20 luglio    | 14:15 | 14:15 | Gran Premio d'Ungheria 2024          |
| 9    | G2   | Hungaroring, Mogyoród                   | 37   | 37 × 4,381 km = 162,097 km   | 21 luglio    | 10:05 | 10:05 | Gran Premio d'Ungheria 2024          |
| 10   | G1   | Circuito di Spa-Francorchamps, Stavelot | 18   | 18 × 7,004 km = 126,072 km   | 27 luglio    | 14:15 | 14:15 | Gran Premio del Belgio 2024          |
| 10   | G2   | Circuito di Spa-Francorchamps, Stavelot | 25   | 25 × 7,004 km = 175,100 km   | 28 luglio    | 10:00 | 10:00 | Gran Premio del Belgio 2024          |
| 11   | G1   | Autodromo nazionale di Monza, Monza     | 21   | 21 x 5,793 km = 121,653 km   | 31 agosto    | 14:15 | 14:15 | Gran Premio d'Italia 2024            |
| 11   | G2   | Autodromo nazionale di Monza, Monza     | 30   | 30 x 5,793 km = 173,790 km   | 1 settembre  | 10:05 | 10:05 | Gran Premio d'Italia 2024            |
| 12   | G1   | Circuito di Baku, Baku                  | 21   | 21 x 6,003 km = 126,063 km   | 14 settembre | 14:15 | 12:15 | Gran Premio d'Azerbaigian 2024       |
| 12   | G2   | Circuito di Baku, Baku                  | 29   | 29 x 6,003 km = 174,087 km   | 15 settembre | 11:35 | 09:35 | Gran Premio d'Azerbaigian 2024       |
| 13   | G1   | Circuito di Lusail, Lusail              | 23   | 23 x 5,419 km = 124,637 km   | 30 novembre  | 19:20 | 17:20 | Gran Premio del Qatar 2024           |
| 13   | G2   | Circuito di Lusail, Lusail              | 32   | 32 x 5,419 km = 173,408 km   | 1 dicembre   | 15:20 | 13:20 | Gran Premio del Qatar 2024           |
| 14   | G1   | Circuito di Yas Marina, Abu Dhabi       | 23   | 23 x 5,281 km = 121,463 km   | 7 dicembre   | 16:15 | 13:15 | Gran Premio di Abu Dhabi 2024        |
| 14   | G2   | Circuito di Yas Marina, Abu Dhabi       | 33   | 33 x 5,281 km = 174,273 km   | 8 dicembre   | 13:25 | 10:25 | Gran Premio di Abu Dhabi 2024        |

### Test
Come ormai da tradizione i primi test si sono svolti la settimana successiva alla fine della stagione passata a Yas Marina, negli Emirati Arabi Uniti, in concomitanza con i test di F1. 
| Circuito   | Data        | Pilota più veloce | Team             | Tempo    | Giri | Team e Piloti |
| 2023       | 2023        | 2023              | 2023             | 2023     | 2023 | 2023          |
| ---------- | ----------- | ----------------- | ---------------- | -------- | ---- | ------------- |
| Yas Marina | 29 novembre | Oliver Bearman    | Prema Racing     | 1'36"092 | 80   | Partecipanti  |
| Yas Marina | 30 novembre | Zane Maloney      | Rodin Carlin     | 1'35"783 | 83   | Partecipanti  |
| Yas Marina | 1º dicembre | Isack Hadjar      | Campos Racing    | 1'35"958 | 106  | Partecipanti  |
| 2024       |             |                   |                  |          |      |               |
| Bahrain    | 12 febbraio | Dennis Hauger     | MP Motorsport    | 1'53"175 | 17   | Partecipanti  |
| Bahrain    | 13 febbraio | Kush Maini        | Invicta Racing   | 1'44"219 | 27   | Partecipanti  |
| Bahrain    | 14 febbraio | Zane Maloney      | Rodin Motorsport | 1'42"468 | 33   | Partecipanti  |
| Catalogna  | 23 aprile   | Gabriel Bortoleto | Invicta Racing   | 1'25"143 | 62   | Partecipanti  |
| Catalogna  | 24 aprile   | Pepe Martí        | Campos Racing    | 1'23"681 | 71   | Partecipanti  |
| Catalogna  | 25 aprile   | Isack Hadjar      | Campos Racing    | 1'23"139 | 72   | Partecipanti  |

## Piloti e squadre

### Scuderie
Tutti gli undici team della passata stagione sono stati confermati per il 2024. Ci sono però delle modifiche sui nomi e le strutture dei team: il team PHM Racing gestirà la scuderia da solo senza il supporto della Charouz Racing System; il team Invicta Virtuosi Racing diventa Invicta Racing; il team Rodin Carlin cambia ufficialmente nome in Rodin Motorsport. Nel maggio del 2024 il team PHM viene acquistato dalla società di servizi finanziari AIX ne ha assunto la proprietà e rinomina il team in AIX Racing.

### Piloti
Théo Pourchaire, campione dell'edizione passata lascia la serie e il team ART Grand Prix lo sostituisce con Zak O'Sullivan, pilota della Williams Driver Academy. Jehan Daruvala e Ayumu Iwasa lasciano la serie andando a correre rispettivamente nella Formula E e nella Super Formula. Anche Jack Doohan ha annunciato che non ritornerà in F2 nel 2024.
Il team Prema Racing sceglie Andrea Kimi Antonelli, vincitore della Formula Regional Europea. Il pilota italiano arriva in F2 saltando la Formula 3. Il team italiano completa la sua formazione confermando Oliver Bearman, Junior della Ferrari. Il team ART completa la sua formazione confermando il Rookie of the Year della passata stagione, Victor Martins.
Il team Rodin Carlin conferma Zane Maloney insieme al campione in carica della Super Formula 2023 e pilota Toyota, Ritomo Miyata. Il team Campos Racing rivoluziona la sua line-up, prendendo due piloti della Red Bull Junior Team, Pepe Martí e Isack Hadjar.
Il team Invicta Virtuosi Racing ufficializza il Campione del mondo in carica della Formula 3 Gabriel Bortoleto e Kush Maini, che arriva dalla Campos.
MP Motorsport confermato anche per il 2024 Dennis Hauger, affiancandogli il Rookie Franco Colapinto. Mentre il team PHM AIX Racing ufficializza Joshua Dürksen e Taylor Barnard, vice campione della Formula Regional Middle East.
Il team DAMS ufficializza Jak Crawford e Juan Manuel Correa, il primo arriva dalla Hitech Pulse-Eight mentre il secondo dalla Van Amersfoort Racing. Il team Hitech a sua volta ingaggia Paul Aron e Amaury Cordeel.
Enzo Fittipaldi di conseguenza passa dalla Rodin Carlin alla Van Amersfoort Racing, il team olandese completa la sua formazione promuovendo dalla F3, Rafael Villagómez. Richard Verschoor ritorna nelle file della Trident dopo un anno passato alla VAR, il team italiano conferma anche Roman Staněk per il secondo anno.

#### Cambi durante la stagione
Oliver Bearman ha preso parte alle prove libere e qualifiche del round di Gedda, ma non ha corso la gara visto il suo impegno in Formula 1 con la Scuderia Ferrari. Il britannico ha saltato anche il round di Baku sempre per correre in Formula 1, questa volta con la Haas. In Azerbaigian viene sostituito dal pilota di Formula 3, Gabriele Minì.
Franco Colapinto, prima del round di Monza lascia la serie visto il suo passaggio in Formula 1 con la scuderia Williams. Di conseguenza il team MP Motorsport scegli Oliver Goethe, pilota in Formula 3 con il team Campos Racing. Anche Taylor Barnard lascia la serie visto il suo passaggio in Formula E con la McLaren, al suo posto il team AIX Racing sceglie Niels Koolen. In seguito, il team scambia olande con Cian Shields per gli ultimi due round della stagione.
Dal il round di Baku il team Trident decide di sostituire Roman Staněk con il pilota di Formula 3, Christian Mansell. Zak O'Sullivan per problemi finanaziari, lascia la serie dopo undici round, al suo posto arriva Luke Browning, anche lui membro della Williams Driver Academy. Anche Zane Maloney lascia la serie con un round d'anticipo, visti i prossimi impegni in Formula E. Per l'ultima gara della stagione, il team neozelandese lo sostituisce con il neocampione di Formula 3, Leonardo Fornaroli.
Per gli ultimi due round della stagione, Richard Verschoor viene scelto per sostituire Dennis Hauger dal team. Il pilota olandese lascia libero il sedile alla Trident che viene poi occupato dal rientrate Max Esterson. Anche il team DAMS cambia i suoi ploti per gli ultimi due round della stagione, Juan Manuel Correa viene sostituito da Dino Beganovic. Pure Enzo Fittipaldi, per gli ultimi due round viene sostituito da John Bennett sul sedile della Van Amersfoort Racing.

### Tabella riassuntiva
| Team                  | Nº | Pilota                | Weekend di gare | Stato |
| --------------------- | -- | --------------------- | --------------- | ----- |
| ART Grand Prix        | 1  | Victor Martins        | Tutte           |       |
| ART Grand Prix        | 2  | Zak O'Sullivan        | 1-11            | R     |
| ART Grand Prix        | 2  | Luke Browning         | 12-14           | R     |
| Prema Racing          | 3  | Oliver Bearman        | 1, 3-11, 13-14  |       |
| Prema Racing          | 3  | Gabriele Minì         | 12              | R     |
| Prema Racing          | 4  | Andrea Kimi Antonelli | Tutte           | R     |
| Rodin Motorsport      | 5  | Zane Maloney          | 1-13            |       |
| Rodin Motorsport      | 5  | Leonardo Fornaroli    | 14              | R     |
| Rodin Motorsport      | 6  | Ritomo Miyata         | Tutte           | R     |
| DAMS                  | 7  | Jak Crawford          | Tutte           |       |
| DAMS                  | 8  | Juan Manuel Correa    | 1-12            |       |
| DAMS                  | 8  | Dino Beganovic        | 13-14           | R     |
| Invicta Racing        | 9  | Kush Maini            | Tutte           |       |
| Invicta Racing        | 10 | Gabriel Bortoleto     | Tutte           | R     |
| MP Motorsport         | 11 | Dennis Hauger         | 1-12            |       |
| MP Motorsport         | 11 | Richard Verschoor     | 13-14           |       |
| MP Motorsport         | 12 | Franco Colapinto      | 1-10            | R     |
| MP Motorsport         | 12 | Oliver Goethe         | 11-14           | R     |
| Van Amersfoort Racing | 14 | Enzo Fittipaldi       | 1-12            |       |
| Van Amersfoort Racing | 14 | John Bennett          | 13-14           | R     |
| Van Amersfoort Racing | 15 | Rafael Villagómez     | Tutte           | R     |
| Hitech Pulse-Eight    | 16 | Amaury Cordeel        | Tutte           |       |
| Hitech Pulse-Eight    | 17 | Paul Aron             | Tutte           | R     |
| Campos Racing         | 20 | Isack Hadjar          | Tutte           |       |
| Campos Racing         | 21 | Pepe Martí            | Tutte           | R     |
| Trident               | 22 | Richard Verschoor     | 1-12            |       |
| Trident               | 22 | Max Esterson          | 13-14           | R     |
| Trident               | 23 | Roman Staněk          | 1-11            |       |
| Trident               | 23 | Christian Mansell     | 12-14           | R     |
| AIX Racing            | 24 | Joshua Dürksen        | Tutte           | R     |
| AIX Racing            | 25 | Taylor Barnard        | 1-10            | R     |
| AIX Racing            | 25 | Niels Koolen          | 11-12           | R     |
| AIX Racing            | 25 | Cian Shields          | 13-14           | R     |

## Regolamento
Il regolamento della stagione 2023 prevedeva l’utilizzo di carburante al 55% più sostenibile per l’ambiente, per la stagione 2024, la percentuale aumenterà con l'obbiettivo di lavorare e arrivare a un carburante sostenibile al 100% entro il 2027. Il format del weekend sarà quello che si è ricominciato ad utilizzare nel 2022 quindi una Sprint Race al sabato e la Feature Race alla domenica. I punteggi saranno gli stessi delle ultime due stagioni.
Sistema di punteggio Gara 1 (Sprint Race)
| Posizione | 1ª | 2ª | 3ª | 4ª | 5ª | 6ª | 7ª | 8ª | Giro veloce |
| Punti     | 10 | 8  | 6  | 5  | 4  | 3  | 2  | 1  | 1           |

Sistema di punteggio Gara 2 (Feature Race)
| Posizione | 1ª | 2ª | 3ª | 4ª | 5ª | 6ª | 7ª | 8ª | 9ª | 10ª | Pole | Giro veloce |
| Punti     | 25 | 18 | 15 | 12 | 10 | 8  | 6  | 4  | 2  | 1   | 2    | 1           |

N.B.: Se il giro più veloce viene fatto da un pilota al di fuori della top10, il punto aggiuntivo va al pilota che realizza il giro più veloce all'interno delle prime 10 posizioni

## Classifiche

### Riassunto della stagione
| Gara | Gara | Circuito    | Tempo       | Velocità media | Pole position     | Giro veloce           | Pilota vincitore      | Team vincitore   | Note            |
| ---- | ---- | ----------- | ----------- | -------------- | ----------------- | --------------------- | --------------------- | ---------------- | --------------- |
| 1    | G1   | Sakhir      | 42'13"726   | 176,510 km/h   |                   | Enzo Fittipaldi       | Zane Maloney          | Rodin Motorsport | [ 53 ]          |
| 1    | G2   | Sakhir      | 1h02'46"435 | 165,296 km/h   | Gabriel Bortoleto | Dennis Hauger         | Zane Maloney          | Rodin Motorsport | [ 54 ]          |
| 2    | G1   | Jeddah      | 41'39"473   | 177,488 km/h   |                   | Paul Aron             | Dennis Hauger         | MP Motorsport    | [ 55 ] [ 56 ]   |
| 2    | G2   | Jeddah      | 56'57"579   | 181,836 km/h   | Kush Maini        | Enzo Fittipaldi       | Enzo Fittipaldi       | VAR              | [ 57 ]          |
| 3    | G1   | Melbourne   | 43'59"337   | 165,578 km/h   |                   | Isack Hadjar          | Roman Stanek          | Trident          | [ 58 ] [ 59 ]   |
| 3    | G2   | Melbourne   | 56'42"116   | 184.304 km/h   | Dennis Hauger     | Jak Crawford          | Isack Hadjar          | Campos           | [ 60 ]          |
| 4    | G1   | Imola       | 41'43"964   | 176,130 km/h   |                   | Franco Colapinto      | Franco Colapinto      | MP Motorsport    | [ 61 ]          |
| 4    | G2   | Imola       | 54'01"509   | 190,574 km/h   | Gabriel Bortoleto | Victor Martins        | Isack Hadjar          | Campos           | [ 62 ]          |
| 5    | G1   | Montecarlo  | 1h04'20"946 | 93,343 km/h    |                   | Andrea Kimi Antonelli | Taylor Barnard        | AIX Racing       | [ 63 ]          |
| 5    | G2   | Montecarlo  | 1h00'25"696 | 130,196 km/h   | Richard Verschoor | Dennis Hauger         | Zak O'Sullivan        | ART Grand Prix   | [ 64 ]          |
| 6    | G1   | Barcellona  | 39'47"280   | 182,400 km/h   |                   | Ritomo Miyata         | Victor Martins        | ART Grand Prix   | [ 65 ] [ 66 ]   |
| 6    | G2   | Barcellona  | 59'46"800   | 172,816 km/h   | Paul Aron         | Andrea Kimi Antonelli | Jak Crawford          | DAMS             | [ 67 ]          |
| 7    | G1   | Spielberg   | 37'22"959   | 193,851 km/h   |                   | Ritomo Miyata         | Oliver Bearman        | Prema            | [ 68 ]          |
| 7    | G2   | Spielberg   | 53'59"522   | 191,811 km/h   | Dennis Hauger     | Franco Colapinto      | Gabriel Bortoleto     | Virtuosi         | [ 69 ]          |
| 8    | G1   | Silverstone | 1h02'34"856 | 118,480 km/h   |                   | Andrea Kimi Antonelli | Andrea Kimi Antonelli | Prema            | [ 70 ]          |
| 8    | G2   | Silverstone | 54'48"351   | 186,883 km/h   | Isack Hadjar      | Franco Colapinto      | Isack Hadjar          | Campos           | [ 71 ]          |
| 9    | G1   | Hungaroring | 44’28”935   | 165,407 km/h   |                   | Gabriel Bortoleto     | Kush Maini            | Virtuosi         | [ 72 ] [ 73 ]   |
| 9    | G2   | Hungaroring | 1h02’46”691 | 150,698 km/h   | Paul Aron         | Andrea Kimi Antonelli | Andrea Kimi Antonelli | Prema            | [ 74 ]          |
| 10   | G1   | Spa         | 14'15"548   | 146,836 km/h   |                   | Zak O'Sullivan        | Zak O'Sullivan        | ART GP           | [ 75 ]          |
| 10   | G2   | Spa         | 57'08"495   | 183,728 km/h   | Paul Aron         | Paul Aron             | Isack Hadjar          | Campos           | [ 76 ]          |
| 11   | G1   | Monza       | 35'37"225   | 204,395 km/h   |                   | Victor Martins        | Oliver Bearman        | Prema            | [ 77 ] [ n 13 ] |
| 11   | G2   | Monza       | 50'30"337   | 206,093 km/h   | Zane Maloney      | Joshua Dürksen        | Gabriel Bortoleto     | Virtuosi         | [ 78 ]          |
| 12   | G1   | Baku        | 44'00"116   | 171,754 km/h   |                   | Richard Verschoor     | Joshua Dürksen        | AIX Racing       | [ 79 ]          |
| 12   | G2   | Baku        | 1h10'08"415 | 87,208 km/h    | Richard Verschoor | Gabriel Bortoleto     | Richard Verschoor     | Trident          | [ 80 ]          |
| 13   | G1   | Lusail      | 40'51"281   | 182,644 km/h   |                   | Richard Verschoor     | Oliver Bearman        | Prema            |                 |
| 13   | G2   | Lusail      | 55'43"433   | 174,647 km/h   | Paul Aron         | Oliver Bearman        | Paul Aron             | Hitech           | [ 81 ]          |
| 14   | G1   | Abu Dhabi   | 38'36"039   | 188,620 km/h   |                   | Victor Martins        | Pepe Martí            | Campos           |                 |
| 14   | G2   | Abu Dhabi   | 56'23"715   | 185,290 km/h   | Victor Martins    | Richard Verschoor     | Joshua Dürksen        | AIX Racing       | [ 82 ]          |

### Classifica Piloti
| Pos. | Pilota                  | SAK             | SAK                 | JED          | JED         | MEL                                             | MEL | IMO | IMO | MON | MON | CAT | CAT | RBR | RBR | SIL | SIL | HUN | HUN | SPA | SPA | MNZ | MNZ | BAK | BAK | LUS | LUS | YAS | YAS | Punti |
| --- | ----------------------- | --------------- | ------------------- | ------------ | ----------- | ----------------------------------------------- | --- | --- | --- | --- | --- | --- | --- | --- | --- | --- | --- | --- | --- | --- | --- | --- | --- | --- | --- | --- | --- | --- | --- | ----- |
| 1 | Gabriel Bortoleto R     | 6               | 5                   | 10           | Rit         | Rit                                             | Rit | 6   | 2   | 2   | 8   | 5   | 10  | 4   | 1   | 4   | 6   | 16  | 4   | 10  | 2   | 8   | 1   | 5   | 4   | 5   | 3   | 2   | 2   | 214,5 |
| 2 | Isack Hadjar            | 4               | Rit                 | 15           | Rit         | 6                                               | 1   | Rit | 1   | 8   | 2   | 6   | 5   | 15  | 3   | Rit | 1   | 3   | 18  | 9   | 1   | 10  | 11  | 12  | 14  | 4   | 2   | 5   | 19  | 192   |
| 3 | Paul Aron R             | 5               | 3                   | 2            | 10          | 18                                              | 2   | 2   | 6   | 7   | 3   | 3   | 4   | 3   | 5   | Rit | 12  | 6   | Rit | 18  | Rit | 20  | Rit | 6   | 6   | 7   | 1   | SQ  | 11  | 163   |
| 4 | Zane Maloney            | 1               | 1                   | 4            | 7           | 10                                              | 3   | 3   | 11  | Rit | 10  | 20  | 7   | 17  | Rit | 2   | 2   | 13  | Rit | 4   | 6   | 5   | 2   | 10  | 15  | 6   | 9   |     |     | 140   |
| 5 | Jak Crawford            | 2               | Rit                 | 5            | 4           | 9                                               | 10  | 14  | 7   | 13  | Rit | 4   | 1   | 6   | 10  | 6   | 3   | 9   | 17  | 5   | 3   | 6   | 9   | 2   | 8   | 2   | Rit | 8   | Rit | 125   |
| 6 | Andrea Kimi Antonelli R | 14              | 10                  | 6            | 6           | Rit                                             | 4   | 10  | 4   | 4   | 7   | 15  | 12  | 15  | 13  | 1   | Rit | 14  | 1   | 6   | 9   | 18  | 4   | 7   | 3   | Rit | Rit | NP  | NP  | 113   |
| 7 | Victor Martins          | 11              | Rit                 | Rit          | 11          | 7                                               | 8   | 12  | 9   | Rit | 9   | 1   | Rit | 10  | 11  | Rit | 5   | 2   | 2   | 12  | Rit | 2   | 6   | 4   | 2   | 9   | Rit | 19  | 4   | 107   |
| 8 | Richard Verschoor       | 10              | 14                  | SQ           | 8           | Rit                                             | 6   | 7   | 10  | 16  | Rit | 13  | 18  | 20  | Rit | 11  | 13  | SQ  | 3   | 3   | 5   | 14  | 3   | 17  | 1   | 3   | 13  | 7   | 3   | 106   |
| 9 | Franco Colapinto R      | 18              | 6                   | 11           | Rit         | 4                                               | SQ  | 1   | 5   | 5   | 13  | 18  | 2   | 11  | 2   | 5   | 4   | 5   | 13  | 8   | Rit |     |     |     |     |     |     |     |     | 96    |
| 10 | Joshua Dürksen R        | 15              | 11                  | 9            | 12          | 17                                              | Rit | Rit | 3   | 18  | Rit | 10  | Rit | 8   | 6   | Rit | Rit | 18  | 19  | 19  | 10  | 3   | 5   | 1   | 5   | 8   | 14  | Rit | 1   | 87    |
| 11 | Dennis Hauger           | 8               | 8                   | 1            | 3           | 2                                               | Rit | Rit | 12  | 3   | 6   | 12  | Rit | 5   | 12  | 7   | 9   | 4   | 6   | 2   | 12  | 8   | Rit | 14  | 9   |     |     |     |     | 85,5  |
| 12 | Oliver Bearman          | 16              | 15                  | NP           | NP          | 14                                              | 9   | 5   | 19  | 11  | 4   | 21  | 14  | 1   | Rit | Rit | 7   | 10  | 15  | 7   | Rit | 1   | 7   |     |     | 1   | 12  | 4   | 5   | 75    |
| 13 | Kush Maini              | 13              | 7                   | 8            | 2           | 3                                               | 12  | 8   | 14  | Rit | 17  | 2   | 6   | 7   | 17  | 3   | 19  | 1   | 7   | 13  | 15  | 11  | 15  | 9   | SQ  | Rit | 15  | 17  | 12  | 74    |
| 14 | Pepe Martí R            | 3               | 2                   | 7            | Rit         | Rit                                             | 13  | 16  | Rit | Rit | 14  | 11  | 9   | 2   | 15  | Rit | 10  | 17  | 12  | Rit | Rit | 4   | 12  | 19  | Rit | NP  | 17  | 1   | 6   | 62    |
| 15 | Enzo Fittipaldi         | 17              | Rit                 | 3            | 1           | 12                                              | 17  | Rit | 17  | 9   | 12  | 16  | 11  | 14  | 4   | 13  | 8   | 21  | 5   | 14  | Rit | 7   | 10  | 13  | 11  |     |     |     |     | 61    |
| 16 | Zak O'Sullivan R        | 7               | 4                   | 16           | Rit         | 8                                               | Rit | 9   | 13  | 10  | 1   | 9   | 15  | 9   | 9   | Rit | 11  | 19  | 14  | 1   | 4   | Rit | 13  |     |     |     |     |     |     | 59    |
| 17 | Amaury Cordeel          | Rit             | Rit                 | Rit          | 5           | 16                                              | 11  | 4   | Rit | 14  | Rit | 14  | 8   | 18  | 7   | 15  | 15  | 20  | Rit | 11  | 8   | 12  | 18  | 18  | 12  | 16  | 7   | 13  | 8   | 39    |
| 18 | Juan Manuel Correa      | 12              | Rit                 | Rit          | 14          | 11                                              | 14  | 15  | 8   | 12  | 5   | 8   | 3   | 16  | 14  | 12  | 20  | 8   | 16  | 17  | 11  | 17  | Rit | 15  | Rit |     |     |     |     | 31    |
| 19 | Ritomo Miyata R         | 9               | 9                   | 12           | 15          | 5                                               | 5   | 13  | 15  | 17  | 15  | 7   | 13  | 22  | Rit | 10  | 17  | 12  | 8   | 15  | 7   | 13  | 14  | Rit | 13  | 13  | 10  | 11  | 10  | 31    |
| 20 | Dino Beganovic R        |                 |                     |              |             |                                                 |     |     |     |     |     |     |     |     |     |     |     |     |     |     |     |     |     |     |     | 10  | 5   | 3   | 7   | 22    |
| 21 | Taylor Barnard R        | Rit             | 16                  | 13           | 13          | 13                                              | 16  | SQ  | 20  | 1   | 11  | 19  | Rit | 12  | 8   | 9   | 14  | 7   | 9   | 16  | 13  |     |     |     |     |     |     |     |     | 18    |
| 22 | Roman Staněk            | Rit             | 13                  | SQ           | Rit         | 1                                               | 15  | Rit | 18  | 6   | 16  | 22  | 17  | 21  | 18  | 8   | 18  | 15  | 11  | 20  | 14  | 15  | 17  |     |     |     |     |     |     | 14    |
| 23 | Oliver Goethe R         |                 |                     |              |             |                                                 |     |     |     |     |     |     |     |     |     |     |     |     |     |     |     | Rit | 16  | 21  | Rit | Rit | 4   | 9   | 9   | 14    |
| 24 | Rafael Villagómez R     | 19              | 12                  | 14           | 9           | 15                                              | 7   | 11  | 16  | 15  | Rit | 17  | 16  | 19  | 16  | 14  | 16  | 11  | 10  | 21  | Rit | 16  | 8   | 16  | Rit | 17  | Rit | 12  | Rit | 13    |
| 25 | Christian Mansell R     |                 |                     |              |             |                                                 |     |     |     |     |     |     |     |     |     |     |     |     |     |     |     |     |     | 8   | 10  | 15  | 6   | 16  | 16  | 10    |
| 26 | Luke Browning R         |                 |                     |              |             |                                                 |     |     |     |     |     |     |     |     |     |     |     |     |     |     |     |     |     | 11  | 7   | 11  | 16  | 6   | 15  | 7     |
| 27 | Gabriele Minì R         |                 |                     |              |             |                                                 |     |     |     |     |     |     |     |     |     |     |     |     |     |     |     |     |     | 3   | Rit |     |     |     |     | 6     |
| 28 | John Bennett R          |                 |                     |              |             |                                                 |     |     |     |     |     |     |     |     |     |     |     |     |     |     |     |     |     |     |     | 12  | 8   | 15  | 14  | 4     |
| 29 | Leonardo Fornaroli R    |                 |                     |              |             |                                                 |     |     |     |     |     |     |     |     |     |     |     |     |     |     |     |     |     |     |     |     |     | 10  | 13  | 0     |
| 30 | Cian Shields R          |                 |                     |              |             |                                                 |     |     |     |     |     |     |     |     |     |     |     |     |     |     |     |     |     |     |     | 18  | 11  | 18  | 18  | 0     |
| 31 | Max Esterson R          |                 |                     |              |             |                                                 |     |     |     |     |     |     |     |     |     |     |     |     |     |     |     |     |     |     |     | 14  | 18  | 14  | 17  | 0     |
| 32 | Niels Koolen R          |                 |                     |              |             |                                                 |     |     |     |     |     |     |     |     |     |     |     |     |     |     |     | 19  | 19  | 20  | Rit |     |     |     |     | 0     |
| Pos. | Pilota                  | SAK             | SAK                 | JED          | JED         | MEL                                             | MEL | IMO | IMO | MON | MON | CAT | CAT | RBR | RBR | SIL | SIL | HUN | HUN | SPA | SPA | MNZ | MNZ | BAK | BAK | LUS | LUS | YAS | YAS | Punti |
| \| Legenda \| 1º posto \| 2º posto \| 3º posto \| A punti \| Senza punti \| Grassetto=Pole position Corsivo=Giro più veloce \| \| Legenda \| Solo prove/Terzo pilota \| Non qualificato \| Ritirato/Non class. \| Squalificato \| Non partito \| Grassetto=Pole position Corsivo=Giro più veloce \| |                         |                 |                     |              |             |                                                 |     |     |     |     |     |     |     |     |     |     |     |     |     |     |     |     |     |     |     |     |     |     |     |       |
| Legenda | 1º posto                | 2º posto        | 3º posto            | A punti      | Senza punti | Grassetto=Pole position Corsivo=Giro più veloce |     |     |     |     |     |     |     |     |     |     |     |     |     |     |     |     |     |     |     |     |     |     |     |       |
| Legenda | Solo prove/Terzo pilota | Non qualificato | Ritirato/Non class. | Squalificato | Non partito | Grassetto=Pole position Corsivo=Giro più veloce |     |     |     |     |     |     |     |     |     |     |     |     |     |     |     |     |     |     |     |     |     |     |     |       |

| Legenda | 1º posto                | 2º posto        | 3º posto            | A punti      | Senza punti | Grassetto=Pole position Corsivo=Giro più veloce |
| Legenda | Solo prove/Terzo pilota | Non qualificato | Ritirato/Non class. | Squalificato | Non partito | Grassetto=Pole position Corsivo=Giro più veloce |

### Classifica Squadre
| Pos. | Squadra                 | N°              | Pilota              | SAK          | SAK         | JED                                             | JED | MEL | MEL | IMO | IMO | MON | MON | CAT | CAT | RBR | RBR | SIL | SIL | HUN | HUN | SPA | SPA | MNZ | MNZ | BAK | BAK | LUS | LUS | YAS | YAS | Punti |
| --- | ----------------------- | --------------- | ------------------- | ------------ | ----------- | ----------------------------------------------- | --- | --- | --- | --- | --- | --- | --- | --- | --- | --- | --- | --- | --- | --- | --- | --- | --- | --- | --- | --- | --- | --- | --- | --- | --- | ----- |
| 1 | Invicta                 | 9               | Maini               | 13           | 7           | 10                                              | 2   | 3   | 12  | 8   | 14  | Rit | 17  | 2   | 6   | 7   | 17  | 3   | 19  | 1   | 7   | 13  | 15  | 11  | 15  | 9   | SQ  | Rit | 14  | 17  | 12  | 288,5 |
| 1 | Invicta                 | 10              | Bortoleto           | 6            | 5           | 8                                               | Rit | Rit | Rit | 6   | 2   | 2   | 8   | 5   | 10  | 4   | 1   | 4   | 6   | 16  | 4   | 10  | 2   | 8   | 1   | 5   | 4   | 5   | 3   | 2   | 2   | 288,5 |
| 2 | Campos                  | 20              | Hadjar              | 4            | Rit         | 15                                              | Rit | 6   | 1   | Rit | 1   | 8   | 2   | 6   | 5   | 15  | 3   | Rit | 1   | 3   | 18  | 9   | 1   | 10  | 11  | 12  | 14  | 4   | 2   | 5   | 19  | 254   |
| 2 | Campos                  | 21              | Martí               | 3            | 2           | 7                                               | Rit | Rit | 13  | 16  | Rit | Rit | 14  | 11  | 9   | 2   | 4   | Rit | 10  | 17  | 12  | Rit | Rit | 4   | 12  | 19  | Rit | NP  | 16  | 1   | 6   | 254   |
| 3 | MP                      | 11              | Hauger              | 8            | 8           | 1                                               | 3   | 2   | Rit | Rit | 12  | 3   | 6   | 12  | Rit | 5   | 12  | 7   | 9   | 4   | 6   | 2   | 12  | 8   | Rit | 14  | 9   |     |     |     |     | 220,5 |
| 3 | MP                      | 11              | Verschoor           |              |             |                                                 |     |     |     |     |     |     |     |     |     |     |     |     |     |     |     |     |     |     |     |     |     | 3   | 17  | 7   | 3   | 220,5 |
| 3 | MP                      | 12              | Colapinto           | 18           | 6           | 11                                              | Rit | 4   | SQ  | 1   | 5   | 5   | 13  | 18  | 2   | 11  | 2   | 5   | 4   | 5   | 13  | 8   | Rit |     |     |     |     |     |     |     |     | 220,5 |
| 3 | MP                      | 12              | Goethe              |              |             |                                                 |     |     |     |     |     |     |     |     |     |     |     |     |     |     |     |     |     | Rit | 16  | 21  | Rit | Rit | 4   | 9   | 9   | 220,5 |
| 4 | Hitech GP               | 16              | Cordeel             | Rit          | Rit         | Rit                                             | 5   | 16  | 11  | 4   | Rit | 14  | Rit | 14  | 8   | 18  | 8   | 15  | 15  | 20  | Rit | 11  | 8   | 12  | 18  | 18  | 12  | 16  | 7   | 13  | 8   | 202   |
| 4 | Hitech GP               | 17              | Aron                | 5            | 3           | 2                                               | 10  | 18  | 2   | 2   | 6   | 7   | 3   | 3   | 4   | 3   | 6   | Rit | 12  | 6   | Rit | 18  | Rit | 20  | Rit | 6   | 6   | 7   | 1   | SQ  | 11  | 202   |
| 5 | Prema                   | 3               | Bearman             | 16           | 15          | NP                                              | NP  | 14  | 9   | 5   | 19  | 11  | 4   | 21  | 14  | 1   | Rit | Rit | 7   | 10  | 15  | 7   | Rit | 1   | 7   |     |     | 1   | 12  | 4   | 5   | 194   |
| 5 | Prema                   | 3               | Minì                |              |             |                                                 |     |     |     |     |     |     |     |     |     |     |     |     |     |     |     |     |     |     |     | 3   | Rit |     |     |     |     | 194   |
| 5 | Prema                   | 4               | Antonelli           | 14           | 10          | 6                                               | 6   | Rit | 4   | 10  | 4   | 4   | 7   | 15  | 12  | 15  | 14  | 1   | Rit | 15  | 1   | 6   | 9   | 18  | 4   | 7   | 3   | Rit | Rit | NP  | NP  | 194   |
| 6 | DAMS                    | 7               | Crawford            | 2            | Rit         | 5                                               | 4   | 9   | 10  | 14  | 7   | 13  | Rit | 4   | 1   | 6   | 11  | 6   | 3   | 9   | 17  | 5   | 3   | 6   | 9   | 2   | 8   | 2   | Rit | 8   | Rit | 178   |
| 6 | DAMS                    | 8               | Correa              | 12           | Rit         | Rit                                             | 14  | 11  | 14  | 15  | 8   | 12  | 5   | 8   | 3   | 16  | 15  | 12  | 20  | 8   | 16  | 17  | 11  | 17  | Rit | 15  | Rit |     |     |     |     | 178   |
| 6 | DAMS                    | 8               | Beganovic           |              |             |                                                 |     |     |     |     |     |     |     |     |     |     |     |     |     |     |     |     |     |     |     |     |     | 10  | 5   | 3   | 7   | 178   |
| 7 | ART GP                  | 1               | Martins             | 11           | Rit         | Rit                                             | 11  | 7   | 8   | 12  | 9   | Rit | 9   | 1   | Rit | 10  | 12  | Rit | 5   | 2   | 2   | 12  | Rit | 2   | 6   | 4   | 2   | 9   | Rit | 19  | 4   | 173   |
| 7 | ART GP                  | 2               | O'Sullivan          | 7            | 4           | Rit                                             | Rit | 8   | Rit | 9   | 13  | 10  | 1   | 9   | 15  | 9   | 10  | Rit | 11  | 19  | 14  | 1   | 4   | Rit | 13  |     |     |     |     |     |     | 173   |
| 7 | ART GP                  | 2               | Browning            |              |             |                                                 |     |     |     |     |     |     |     |     |     |     |     |     |     |     |     |     |     |     |     | 11  | 7   | 11  | 15  | 6   | 15  | 173   |
| 8 | Rodin                   | 5               | Maloney             | 1            | 1           | 4                                               | 7   | 10  | 3   | 3   | 11  | Rit | 10  | 20  | 7   | 17  | Rit | 2   | 2   | 13  | Rit | 4   | 6   | 5   | 2   | 10  | 15  | 6   | 9   |     |     | 171   |
| 8 | Rodin                   | 5               | Fornaroli           |              |             |                                                 |     |     |     |     |     |     |     |     |     |     |     |     |     |     |     |     |     |     |     |     |     |     |     | 10  | 13  | 171   |
| 8 | Rodin                   | 6               | Miyata              | 9            | 9           | 12                                              | 15  | 5   | 5   | 13  | 15  | 17  | 15  | 7   | 13  | 22  | Rit | 10  | 17  | 12  | 8   | 15  | 7   | 13  | 14  | Rit | 13  | 13  | 10  | 11  | 10  | 171   |
| 9 | AIX Racing              | 24              | Dürksen             | 15           | 11          | 9                                               | 12  | 17  | Rit | Rit | 3   | 18  | Rit | 10  | Rit | 8   | 7   | Rit | Rit | 18  | 19  | 19  | 10  | 3   | 5   | 1   | 5   | 8   | 13  | Rit | 1   | 105   |
| 9 | AIX Racing              | 25              | Barnard             | Rit          | 16          | 13                                              | 13  | 13  | 16  | SQ  | 20  | 1   | 11  | 19  | Rit | 12  | 9   | 9   | 14  | 7   | 9   | 16  | 13  |     |     |     |     |     |     |     |     | 105   |
| 9 | AIX Racing              | 25              | Koolen              |              |             |                                                 |     |     |     |     |     |     |     |     |     |     |     |     |     |     |     |     |     | 19  | 19  | 20  | Rit |     |     |     |     | 105   |
| 9 | AIX Racing              | 25              | Shields             |              |             |                                                 |     |     |     |     |     |     |     |     |     |     |     |     |     |     |     |     |     |     |     |     |     | 18  | 11  | 18  | 18  | 105   |
| 10 | Trident                 | 22              | Verschoor           | 10           | 14          | SQ                                              | 8   | Rit | 6   | 7   | 10  | 16  | Rit | 13  | Rit | 20  | Rit | 11  | 13  | SQ  | 3   | 3   | 5   | 14  | 3   | 17  | 1   |     |     |     |     | 105   |
| 10 | Trident                 | 22              | Esterson            |              |             |                                                 |     |     |     |     |     |     |     |     |     |     |     |     |     |     |     |     |     |     |     |     |     | 14  | 18  | 14  | 17  | 105   |
| 10 | Trident                 | 23              | Staněk              | Rit          | 13          | SQ                                              | Rit | 1   | 15  | Rit | 18  | 6   | 16  | 22  | 17  | 21  | 18  | 8   | 18  | 15  | 11  | 20  | 14  | 15  | 17  |     |     |     |     |     |     | 105   |
| 10 | Trident                 | 23              | Mansell             |              |             |                                                 |     |     |     |     |     |     |     |     |     |     |     |     |     |     |     |     |     |     |     | 8   | 10  | 15  | 6   | 16  | 16  | 105   |
| 11 | VAR                     | 14              | Fittipaldi          | 17           | Rit         | 3                                               | 1   | 12  | 17  | Rit | 17  | 9   | 12  | 16  | 11  | 14  | 5   | 13  | 8   | 21  | 5   | 14  | Rit | 7   | 10  | 13  | 11  |     |     |     |     | 78    |
| 11 | VAR                     | 14              | Bennett             |              |             |                                                 |     |     |     |     |     |     |     |     |     |     |     |     |     |     |     |     |     |     |     |     |     | 12  | 8   | 15  | 14  | 78    |
| 11 | VAR                     | 15              | Villagómez          | 19           | 12          | 14                                              | 9   | 15  | 7   | 11  | 16  | 15  | Rit | 17  | 16  | 19  | 16  | 14  | 16  | 11  | 10  | 21  | Rit | 16  | 8   | 16  | Rit | 17  | Rit | 12  | Rit | 78    |
| Pos. | Squadra                 | N°              | Pilota              | SAK          | SAK         | JED                                             | JED | MEL | MEL | IMO | IMO | MON | MON | CAT | CAT | RBR | RBR | SIL | SIL | HUN | HUN | SPA | SPA | MNZ | MNZ | BAK | BAK | LUS | LUS | YAS | YAS | Punti |
| \| Legenda \| 1º posto \| 2º posto \| 3º posto \| A punti \| Senza punti \| Grassetto=Pole position Corsivo=Giro più veloce \| \| Legenda \| Solo prove/Terzo pilota \| Non qualificato \| Ritirato/Non class. \| Squalificato \| Non partito \| Grassetto=Pole position Corsivo=Giro più veloce \| |                         |                 |                     |              |             |                                                 |     |     |     |     |     |     |     |     |     |     |     |     |     |     |     |     |     |     |     |     |     |     |     |     |     |       |
| Legenda | 1º posto                | 2º posto        | 3º posto            | A punti      | Senza punti | Grassetto=Pole position Corsivo=Giro più veloce |     |     |     |     |     |     |     |     |     |     |     |     |     |     |     |     |     |     |     |     |     |     |     |     |     |       |
| Legenda | Solo prove/Terzo pilota | Non qualificato | Ritirato/Non class. | Squalificato | Non partito | Grassetto=Pole position Corsivo=Giro più veloce |     |     |     |     |     |     |     |     |     |     |     |     |     |     |     |     |     |     |     |     |     |     |     |     |     |       |

| Legenda | 1º posto                | 2º posto        | 3º posto            | A punti      | Senza punti | Grassetto=Pole position Corsivo=Giro più veloce |
| Legenda | Solo prove/Terzo pilota | Non qualificato | Ritirato/Non class. | Squalificato | Non partito | Grassetto=Pole position Corsivo=Giro più veloce |